# Klickitat
Klikitatowie ('Klik-i-tat, co w żargonie chinoockim oznacza „zza Gór Kaskadowych”, oni sami siebie nazywali Qwulh-hwai-pum, czyli „ludźmi prerii”) – plemię Indian Ameryki Północnej zamieszkujące na południe od rzeki Kolumbia w stanie Waszyngton. Klikitatowie trudnili się wymiennym handlem międzyplemiennym. 
Dzisiaj resztki tego plemienia (około 500 osób) żyją m.in. w rezerwacie Indian Yakima.